# Serrat de Giroles
El Serrat de Giroles és un serrat del terme municipal d'Alt Àneu, a la comarca del Pallars Sobirà. Feia de partió dels antics termes d'Isil i València d'Àneu a la seva meitat oriental, mentre que l'occidental era dins del terme de Sorpe.
Assoleix una elevació màxima de 1.275,9 metres a la part central del serrat. Està situada al nord-oest de València d'Àneu, i al sud-est de Sorpe, a la dreta de la Noguera Pallaresa i a l'esquerra del Riu de la Bonaigua; precisament el Serrat de Giroles fa de separació de les valls d'aquests dos rius just abans que es produeixi l'aiguabarreig entre tots dos.